# Comminge
Ne doit pas être confondu avec Comminges.
Comminge ou le Comte de Comminges reconnaissant Adélaïde sous le costume des Trappistes, au moment où on va l’enterrer est un tableau peint par Claudius Jacquand en 1836 et conservé au Musée des beaux-arts de Rennes.

## Sujet
Comme le Comminges et Adélaïde au couvent de la Trappe (1822-1844) de Richard, le maitre de Jacquand, ce tableau trouve son sujet dans le drame les Amans malheureux, ou le Comte de Comminge (1764), de Baculard d’Arnaud adapté des Mémoires du comte de Comminge (1735) de Claudine Guérin de Tencin : à l’image de Roméo et Juliette, Héloïse et Abélard ou Tristan et Iseut, Comminge et Adélaïde voient leurs amours contrariées par leurs familles. Comminge croyant Adélaïde morte, se retire au couvent de la Trappe. Adélaïde, l’ayant retrouvé, se cache sous le déguisement d’un moine pour vivre auprès de lui à son insu. Ce n’est qu’au moment de la mort d’Adélaïde que Comminge la reconnait.

## Contexte
En pleine surenchère romantique, le tableau halluciné, que Claudius Jacquand présente au Salon de 1836, a transposé le pathétique final du dénouement de l’histoire d’Adélaïde et de Comminge dans une toile créant une scène aux tons presque monochromes où le comte de Comminge, aux côtés de ses compagnons, découvre que le moine mourant qu’ils s’apprêtent à enterrer n’est autre que sa bienaimée. Par-delà la réponse et le défi lancé à l’œuvre concurrente de son maitre, Comminge constitue également un clin d’œil aussi évident que paradoxal à la Mort de Saint Bruno de Lesueur (1645-1648).

## Conservation
En dépôt au musée des beaux-arts de Rennes, il a été exposé, en 2014, dans le cadre de l'exposition L'invention du passé. Histoires de cœur et d'épée en Europe, 1802-1850. Il a fait l’objet d’une restauration en 1982.